# (73729) 1993 FH41
(73729) 1993 FH41 – planetoida z pasa głównego asteroid okrążająca Słońce w ciągu 3,78 lat w średniej odległości 2,43 j.a. Odkryta 19 marca 1993 roku.